# فلافيو بايكساو
فلافيو بايكساو (بالبرتغالية: Flávio Paixão) هو لاعب كرة قدم برتغالي في مركز الهجوم، ولد في 19 سبتمبر 1984 في Sesimbra ‏ في البرتغال. لعب مع ريال جيان وشلوسك فروتسلاو وليخيا غدانسك ونادي بورتو ونادي تراكتور سازي ونادي سسيمبرا ونادي فييانوفينسي وهاميلتون أكاديميكال.

## وصلات خارجية
- فلافيو بايكساو على موقع قاعدة بيانات كرة القدم.إي يو (الإنجليزية)
- فلافيو بايكساو على موقع Soccerbase.com (لاعب) (الإنجليزية)
- فلافيو بايكساو على موقع Soccerway.com (الإنجليزية)